# Долішнє Залуччя
Долі́шнє Залу́ччя — село в Україні, у Снятинській міській громаді Коломийського району Івано-Франківської області.
Відповідно до Розпорядження Кабінету Міністрів України від 12 червня 2020 року № 714-р «Про визначення адміністративних центрів та затвердження територій територіальних громад Івано-Франківської області» увійшло до складу Снятинської міської громади.

## Історія
До 1947 року село називалося Залуччя над Черемошем. Перша письмова згадка про село датована 1441 роком. 
За Королівською люстрацією 1565 року в селі налічувались 31 господар і піп (отже, була й церква).
Офіційний поділ Залуччя на Долішнє і Горішнє відбувся зразу ж по закінченні Другої світової війни. 
У 1958 році в селі проживало 2875 мешканців.

## Сучасність
На території села знаходяться дві школи І-ІІІ та І-ІІ ступенів, дві Православних церкви і одна Греко-Католицька, клуб, лікарська амбулаторія, сільська бібліотека, ясла-садок «Ромашка», ФАП, два відділення поштового зв'язку, відділення Ощадбанку, психо-соматичне відділення Снятинської ЦРЛ, дитячий будинок-інтернат, спиртзавод, три фермерські господарства, ряд об'єктів торгівлі. В наш час[коли?] нараховується 1222 двори.
У селі встановлено два пам'ятники Т. Г. Шевченку, насипана могила «Борцям за волю України», пам'ятні хрести на честь скасування панщини та проголошення ЗУНР, пам'ятник односельчанам, які загинули в роки Другої світової війни. Гордістю села є відновлена могила священика, вчителя, засновника у 1825 році першої народної школи в Галичині о. Степана Григоровича (1787—1843).

## Відомі люди
- Волков Микола Васильович — Військовослужбовець 51-ї окремої механізованої бригади (Володимир-Волинський). Загинув у зоні АТО.
- Гнідан Олена Дмитрівна — український літературознавець, видатний діяч освіти й науки, доктор філологічних наук, професор, дослідниця творчості письменників Покутської трійці.
- Гоян Ярема Петрович — прозаїк, лауреат Шевченківської премії.
- Кобевко Петро Дмитрович — заслужений журналіст України, громадський діяч.
- Трофимук Олександра Петрівна — історик літератури, неолатиніст, перекладач, лексикограф.